# Callicoon
Callicoon és una concentració de població designada pel cens dels Estats Units a l'estat de Nova York. Segons el cens del 2000 tenia 216 habitants.

## Demografia
Segons el cens del 2000, Callicoon tenia 216 habitants, 94 habitatges, i 61 famílies. La densitat de població era de 219,5 habitants/km².
Dels 94 habitatges en un 28,7% hi vivien nens de menys de 18 anys, en un 43,6% hi vivien parelles casades, en un 17% dones solteres, i en un 35,1% no eren unitats familiars. En el 28,7% dels habitatges hi vivien persones soles el 12,8% de les quals corresponia a persones de 65 anys o més que vivien soles. El nombre mitjà de persones vivint en cada habitatge era de 2,3 i el nombre mitjà de persones que vivien en cada família era de 2,79.
Per edats la població es repartia de la següent manera: un 23,6% tenia menys de 18 anys, un 5,6% entre 18 i 24, un 25% entre 25 i 44, un 29,2% de 45 a 60 i un 16,7% 65 anys o més.
L'edat mediana era de 41 anys. Per cada 100 dones de 18 o més anys hi havia 94,1 homes.
La renda mediana per habitatge era de 33.162 $ i la renda mediana per família de 33.068 $. Els homes tenien una renda mediana de 32.917 $ mentre que les dones 19.375 $. La renda per capita de la població era de 14.217 $. Entorn del 15,1% de les famílies i el 16,8% de la població estaven per davall del llindar de pobresa.